# 12771 Kimshin
12771 Kimshin este un asteroid din centura principală de asteroizi.

## Descriere
12771 Kimshin este un asteroid din centura principală de asteroizi. A fost descoperit pe 5 aprilie 1994 la Kitami de Kin Endate și Kazuro Watanabe. Asteroidul prezintă o orbită caracterizată de o semiaxă mare de 2,24 ua, o excentricitate de 0,16 și o înclinație de 4,8° în raport cu ecliptica.